# Lijst van geregistreerde aanduidingen voor Provinciale Statenverkiezingen (Flevoland)
Hieronder staat een lijst van geregistreerde aanduidingen voor Provinciale Statenverkiezingen in de Nederlandse provincie Flevoland.
Het stelsel dateert van 1989 (het jaar van inwerkingtreding van de Kieswet). De aanduidingen worden door het centraal stembureau van de provincie in een register ingeschreven; zij worden vervolgens gepubliceerd in de Staatscourant.
Een organisatie die een aanduiding heeft laten registreren in het landelijke register voor de Tweede Kamerverkiezingen is tevens gerechtigd met deze aanduiding zonder nadere registratie deel te nemen aan verkiezingen voor de Provinciale Staten.
Een organisatie die een aanduiding heeft laten registreren in het provinciale register is tevens gerechtigd met deze aanduiding zonder nadere registratie deel te nemen aan gemeenteraadsverkiezingen in die provincie.
Kleurcodering
-  is in de zittingsperiode 2019-2023 vertegenwoordigd in de Provinciale Staten van Flevoland;
-  is in het verleden vertegenwoordigd geweest in de Provinciale Staten;
-  heeft deelgenomen aan verkiezingen voor de Provinciale Staten zonder een zetel te behalen;
-  heeft niet deelgenomen aan verkiezingen voor de Provinciale Staten;[b]
-  is ingeschreven ná de laatst gehouden verkiezingen voor de Provinciale Staten.

| Registratie- nummer | Huidige of laatste aanduiding      | Vorige aanduiding(en) | Ingeschreven     | Geschrapt   |
| ------------------- | ---------------------------------- | --------------------- | ---------------- | ----------- |
| -                   | LF                                 |                       | 16 december 2002 | [ c ]       |
| -                   | ONS Flevoland/VER. SENIOREN PARTIJ | ONS Flevoland         | 11 december 2006 | 23 mei 2011 |
| -                   | Leefbaar Almere                    |                       | 6 december 2010  | [ c ]       |
| -                   | StemNL                             |                       | 22 december 2014 | [ c ]       |
| 1                   | Respect!                           |                       | 20 december 2018 |             |
| -                   | SterkLokaalFlevoland               |                       | 10 oktober 2022  |             |
| -                   | Krachtig Flevoland                 |                       | 14 december 2022 |             |